# Filemón (nombre)
Filemón  es un nombre propio masculino en su variante en español. Procede del griego Φιλήμων y significa «Aquel que es hospitalario». 

## Origen
Filemón  es el nombre de un personaje bíblico del Nuevo Testamento:
- Filemón Amo de Onésimo y converso de Pablo, vivía en la misma ciudad que Arquipo (Filimón 2).

## Equivalencias en otros idiomas
| Variantes en otras lenguas | Variantes en otras lenguas |
| -------------------------- | -------------------------- |
| Español                    | Filemón                    |
| Alemán                     | Philemon                   |
| Catalán                    | Filemó                     |
| Checo                      | Filémón                    |
| Francés                    | Philémon                   |
| Griego                     | Φιλήμων                    |
| Hebreo                     | פילימון                    |
| Holandés                   | Philemon                   |
| Inglés                     | Philemon                   |
| Italiano                   | Filemone                   |
| Lituano                    | Filemonas                  |
| Polaco                     | Filemon                    |
| Portugués                  | Filémon                    |
| Ruso                       | Филемон                    |

## Santoral
La celebración del santo de Filemón se corresponde con el día 21 de marzo.